# سراي (خطيرجي)
سراي هي بلدة في مقاطعة خطيرجي في ولاية نواوي في أوزبكستان.